# Pot 23000 korakov
Pot 23000 korakov je krožna etnološko - naravoslovna učna pot. Speljana je okoli hribovske vasi Svetina. Ime je dobila po številu korakov, ki jih obiskovalec na tej poti naredi. Bila je narejena z namenom ozaveščanja ljudi o pomenu zgodovine in pomembnosti ohranjanja narave, predvsem za mlade generacije.

## Potek poti
Pot poteka po gozdnih poteh, travnikih in deloma tudi po cestah. Je lahka pohodniška pot, ki jo lahko ob zmerni hoji prehodimo v 4 urah.
Na poti se seznanimo z zgodovino vasi Svetina ter njenimi etnološkimi posebnostmi. Prav tako ob poti najdemo preko 40 vrst dreves in grmovnic, med njimi tudi nekatere zavarovane, kot so: tisa, navadna bodika, navadni netresk, širokolistna lobodika,... Pot je označena s smernimi tablami, znak poti pa je stopinja oziroma odtis bose noge, ki je bele barve.